# Suhîi Stavok, Velîka Oleksandrivka
Suhîi Stavok (în ucraineană Сухий Ставок) este un sat în comuna Blahodativka din raionul Velîka Oleksandrivka, regiunea Herson, Ucraina.

## Demografie
Componența lingvistică a localității Suhîi Stavok
     Ucraineană (94,02%)
     Rusă (2,56%)
     Română (2,56%)
     Alte limbi (0,85%)
Conform recensământului din 2001, majoritatea populației localității Suhîi Stavok era vorbitoare de ucraineană (94,02%), existând în minoritate și vorbitori de rusă (2,56%) și română (2,56%).